# Eminium spiculatum
Eminium spiculatum är en kallaväxtart som först beskrevs av Carl Ludwig von Blume, och fick sitt nu gällande namn av Heinrich Wilhelm Schott. Eminium spiculatum ingår i släktet Eminium och familjen kallaväxter. Inga underarter finns listade.